# Atlanta Gladiators
Die Atlanta Gladiators sind eine US-amerikanische Eishockeymannschaft aus Duluth, Georgia. Das Team spielt seit 2003 in der ECHL und kooperiert seit Sommer 2023 mit den Nashville Predators aus der National Hockey League.

## Geschichte
Die Mobile Mysticks wurden 2002 aus der East Coast Hockey League nach Duluth, Georgia, umgesiedelt, wo sie zur Saisons 2003/04 unter dem Namen Gwinnett Gladiators den Spielbetrieb in der ECHL wieder aufnahmen. In allen ihren ersten sechs Spielzeiten nach der Umsiedlung erreichte Gwinnett jeweils die Playoffs um den Kelly Cup, wobei der größte Erfolg des Franchises die Finalteilnahme in der Saison 2005/06 war. Nachdem die Mannschaft bereits in der regulären Saison die South Division als Erster abgeschlossen hatte, umgingen sie durch ein Freilos die erste Runde und schlugen in der zweiten Playoff-Runde die South Carolina Stingrays, sowie anschließend die Florida Everblades und Toledo Storm. Erst im Finale musste sich das Team aus Georgia den Alaska Aces in der Best-of-Seven-Serie mit 1:4 Siegen geschlagen geben.
Nach der Saison 2014/15 änderte man den Namen des Franchise offiziell in „Atlanta Gladiators“, um somit die Nähe zur Metropolregion Atlanta zu symbolisieren. Zudem ging man neue Kooperationsverträge ein, mit den Boston Bruins und den Providence Bruins. Diese hatten bis Sommer 2021, als man eine neue Zusammenarbeit mit den Ottawa Senators einging.

## Saisonstatistik
Abkürzungen: GP = Spiele, W = Siege, L = Niederlagen, T = Unentschieden, OTL = Niederlagen nach Overtime SOL = Niederlagen nach Shootout, Pts = Punkte, GF = Erzielte Tore, GA = Gegentore, PIM = Strafminuten
| Saison  | GP | W  | L  | T | OTL | SOL | Pts | GF  | GA  | Platz       | Playoffs                        |
| 2003/04 | 72 | 42 | 22 | 8 | —   | —   | 92  | 248 | 193 | 3., Central | Niederlage in der dritten Runde |
| 2004/05 | 72 | 40 | 24 | 8 | —   | —   | 88  | 241 | 202 | 3., South   | Niederlage in der zweiten Runde |
| 2005/06 | 72 | 50 | 15 | 7 | —   | —   | 107 | 304 | 208 | 1., South   | Niederlage im Finale            |
| 2006/07 | 72 | 41 | 24 | — | 5   | 2   | 89  | 289 | 256 | 3., South   | Niederlage in der zweiten Runde |
| 2007/08 | 72 | 44 | 23 | — | 2   | 3   | 93  | 247 | 198 | 3., South   | Niederlage in der zweiten Runde |
| 2008/09 | 72 | 31 | 35 | — | 1   | 5   | 68  | 214 | 246 | 4., South   | Niederlage in der ersten Runde  |
| 2009/10 | 72 | 31 | 33 | — | 5   | 3   | 70  | 243 | 277 | 4., South   | nicht qualifiziert              |
| 2010/11 | 72 | 30 | 34 | — | 3   | 5   | 68  | 203 | 250 | 4., South   | nicht qualifiziert              |
| 2011/12 | 72 | 41 | 20 | — | 7   | 4   | 93  | 214 | 200 | 1., South   | Niederlage in der ersten Runde  |
| 2012/13 | 72 | 43 | 26 | — | 2   | 1   | 89  | 211 | 191 | 1., South   | Niederlage in der zweiten Runde |
| 2013/14 | 72 | 29 | 38 | — | 3   | 2   | 63  | 203 | 227 | 5., South   | nicht qualifiziert              |
| 2014/15 | 72 | 20 | 45 | — | 3   | 4   | 47  | 174 | 263 | 7., South   | nicht qualifiziert              |

## Team-Rekorde

### Karriererekorde
Spiele: 357  Andy Brandt
Tore: 90  Jeff Campbell
Assists: 246  Brad Schell
Punkte: 325  Brad Schell
Strafminuten: 503  Adam Smyth
(Stand: Saisonende 2013/14)

## Bekannte Spieler
- Adam Courchaine
- Chris Durno
- Brett Engelhardt
- Paul Flache
- Pascal Pelletier
- Kevin Regan
- Casey Pierro-Zabotel